# 34666 Bohyunsan
34666 Bohyunsan este un asteroid din centura principală de asteroizi.

## Descriere
34666 Bohyunsan este un asteroid din centura principală de asteroizi. A fost descoperit pe 4 decembrie 2000 la Bohyunsan de Young-Beom Jeon și Byung-Chol Lee. Asteroidul prezintă o orbită caracterizată de o semiaxă mare de 3,17 ua, o excentricitate de 0,15 și o înclinație de 0,5° în raport cu ecliptica.